# Calliandra californica
Calliandra californica är en ärtväxtart som beskrevs av George Bentham. Calliandra californica ingår i släktet Calliandra och familjen ärtväxter. Inga underarter finns listade i Catalogue of Life.

## Bildgalleri

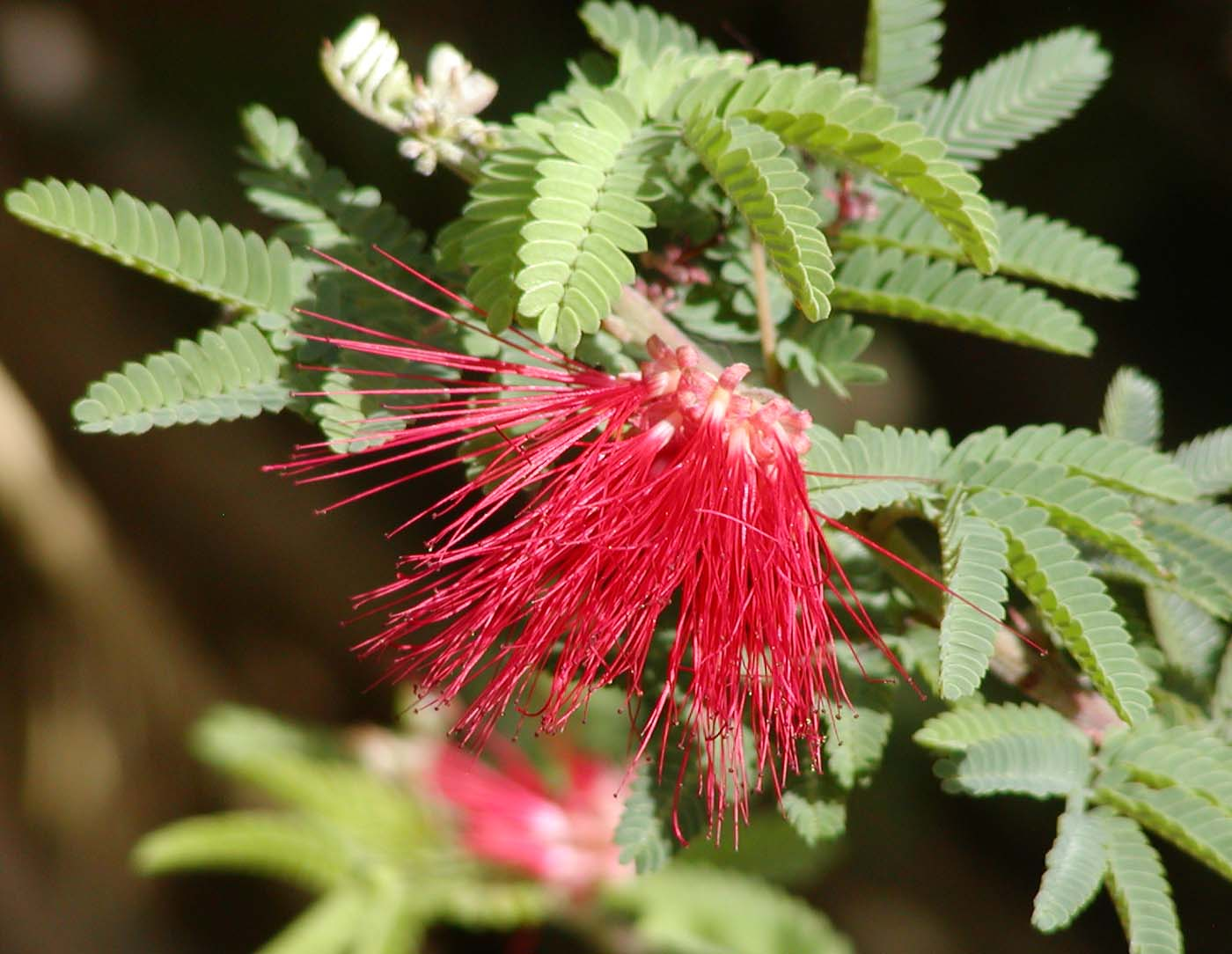
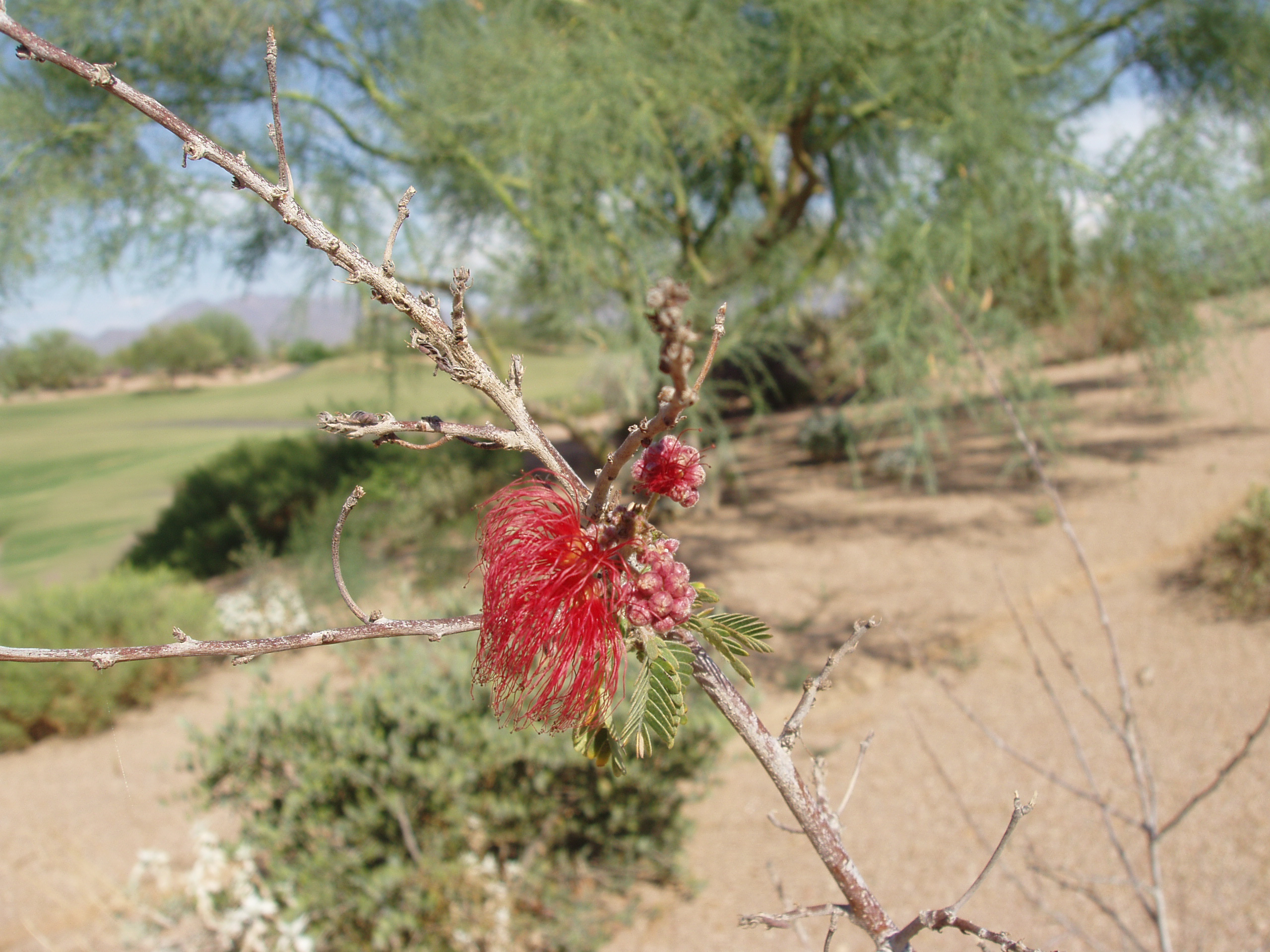
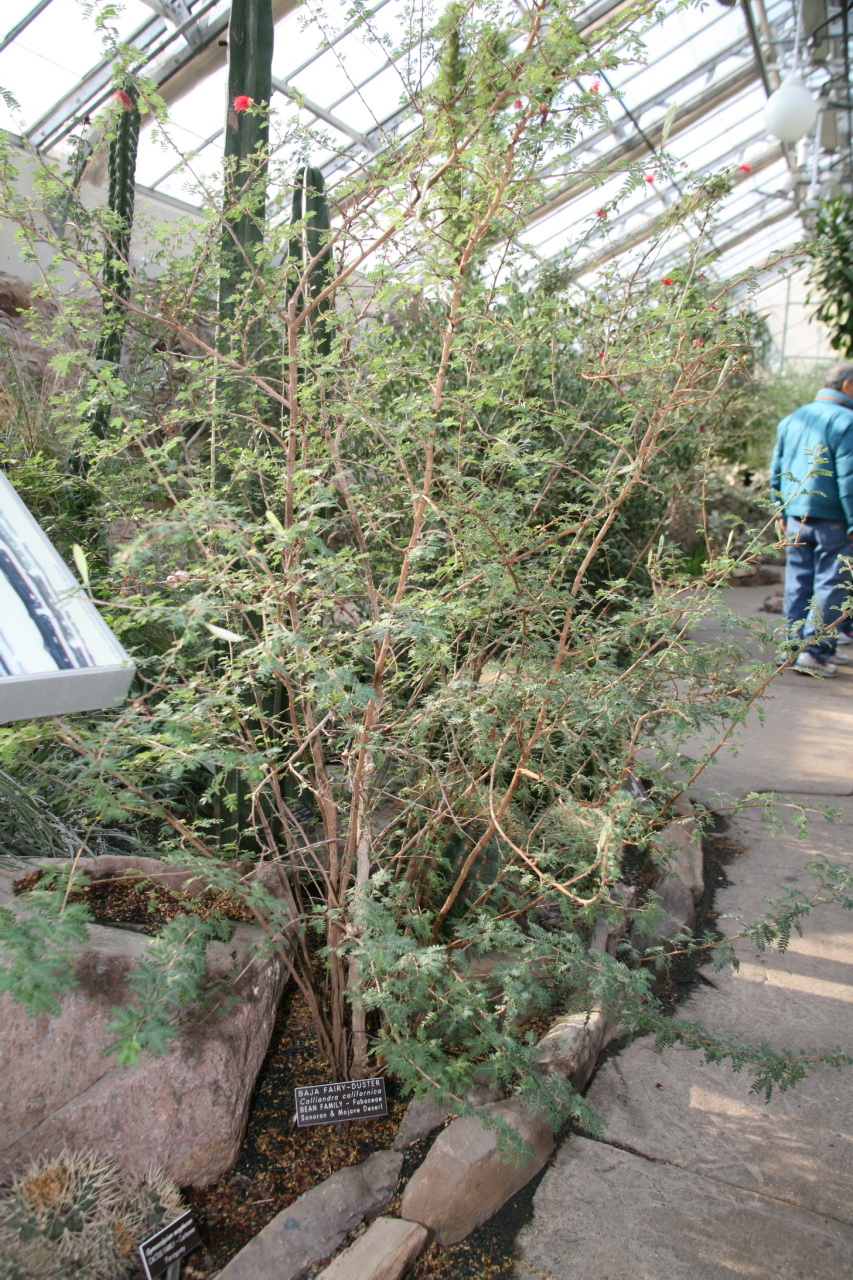
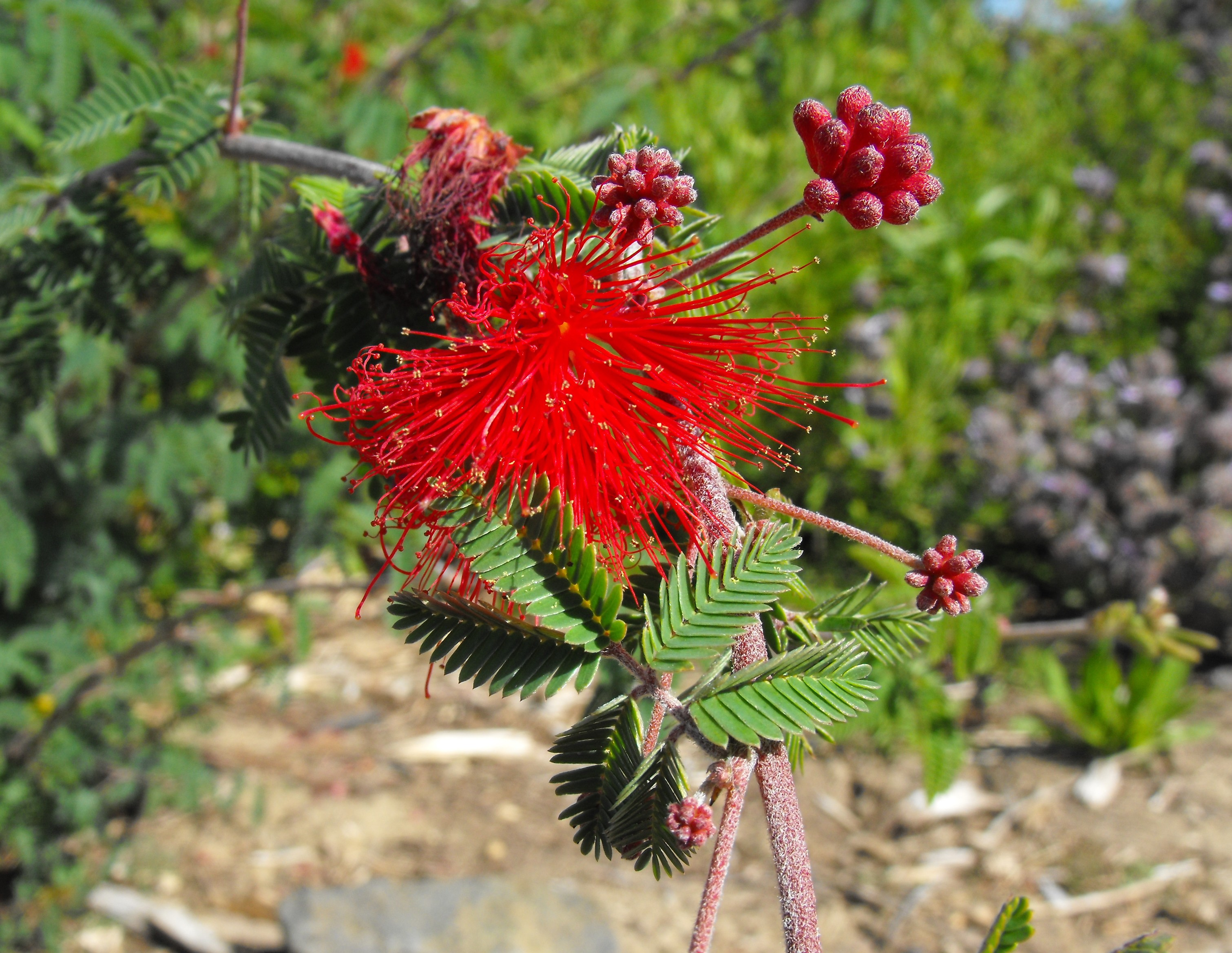
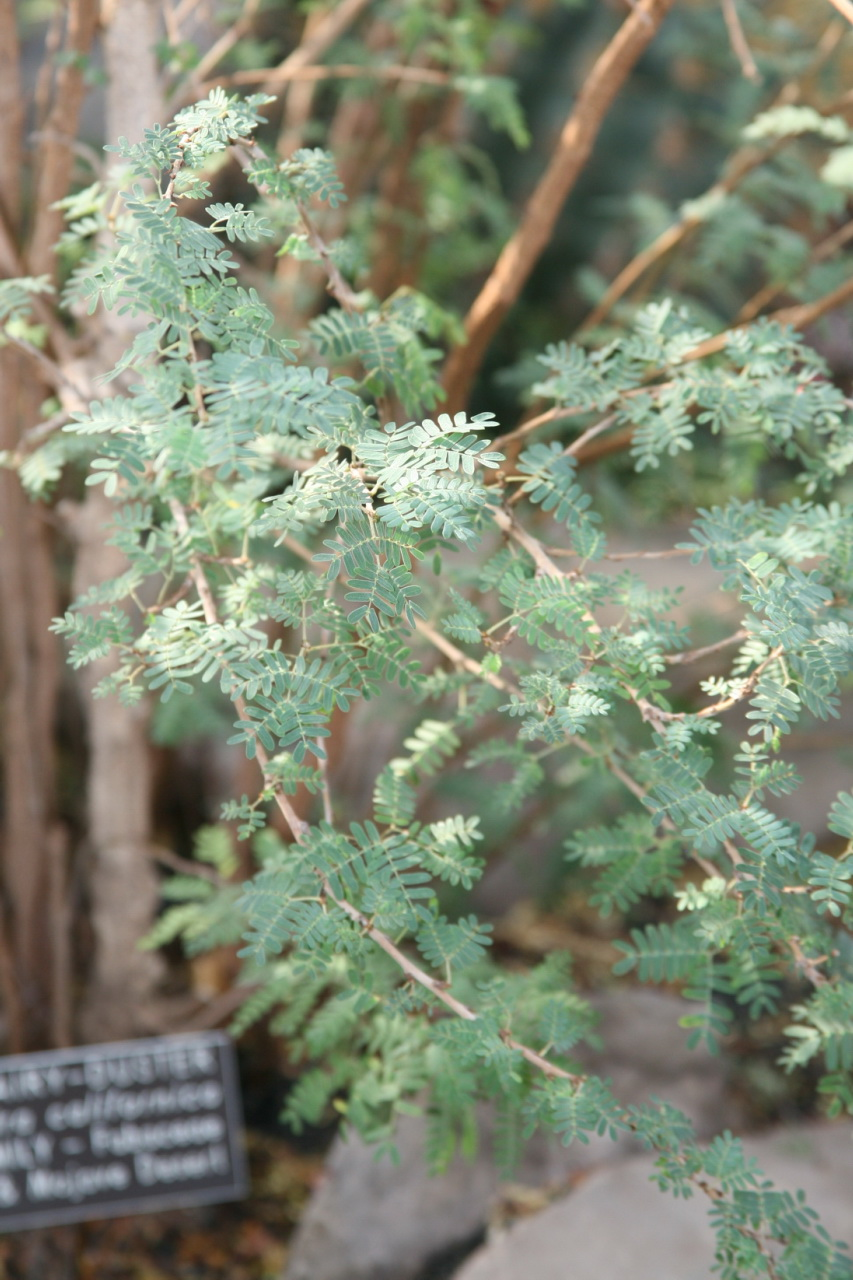